# Pelléas et Mélisande (Sibelius)
Pelléas et Mélisande là tổ khúc 10 phần của nhà soạn nhạc người Phần Lan Jean Sibelius. Tác phẩm được viết vào năm 1905 để phục vụ cho vở kịch cùng tên của Maurice Maeterlinck. Đây là một trong những tác phẩm âm nhạc xuất sắc nhất của Sibelius.